# Eduardas Rozentalis
Eduardas Rozentalis (Vilnius, 27 de maig de 1963) és un jugador d'escacs lituà que té el títol de Gran Mestre des de 1991.
A la llista d'Elo de la FIDE del maig de 2020, hi tenia un Elo de 2543 punts, cosa que en feia el jugador número 1 (en actiu) de Lituània. El seu màxim Elo va ser de 2650 punts, a la llista de gener de 1997. 

## Resultats destacats en competició
Rozentalis ha estat tres cops campió de Lituània, els anys 1981, 1983 (empatat amb Aloyzas Kveinys) i 2002.
El 1995 empatà al primer lloc al Campionat d'escacs obert del Canadà. Empatà també al primer lloc, amb 6/9, a l'edició de 2008 a Mont-real.
El 1996/97 empatà al primer lloc, amb Mark Hebden i John Nunn al Torneig de Hastings.
El 1998 participà en el Campionat del món de la FIDE, i avançà fins a la segona ronda, quan fou eliminat per Serguei Tiviàkov (½-1½).
El 2000 empatà al primer lloc a Mont-real amb Serguei Smagin.
El 2002 guanyà en solitari l'Obert de Cappelle-la-Grande, i l'any següent hi empatà al primer lloc amb sis jugadors més. El 2006 empatà al primer lloc amb Tomi Nybäck, Sergey Ivanov, Normunds Miezis i Evgeny Postny la Rilton Cup 2005/6, a Estocolm,
El 2009/10 empatà als llocs 1r-5è amb Radosław Wojtaszek, Pavel Ponkratov, Luke McShane i ígor Lissi a la 39a Rilton Cup a Estocolm. El maig de 2010, va guanyar el 3r Torneig Magistral Ciudad de Asunción Copa Roggio.

### Participació en olimpíades d'escacs
Rozentalis va participar, representant Lituània, al primer tauler en set olimpíades d'escacs en els períodes 1992–98, i 2002–06.